# Лобанов, Александр Павлович (художник)
Алекса́ндр Па́влович Лоба́нов (30 августа 1924, Молога, Ярославская губерния — 22 апреля 2003, Афонино, Ярославская область) — советский и российский художник, работавший в стиле ар-брют.

## Биография
Александр Павлович Лобанов родился 30 августа 1924 года в городе Молога Ярославской губернии в семье лодочника. В 7 лет переболел менингитом, от чего стал глухонемым. Собирал поделки, игрушки, смастерил во дворе качели, деревянную машину. Осенью 1939 года направлен в специализированную школу-интернат для глухонемых в Загорске, однако никакого образования получить не смог. В годы войны жил в Ярославле с семьёй, переселённой из затопляемой Мологи. Некоторое время работал учеником слесаря на Ярославском моторном заводе.
После смерти отца в 1947 году был госпитализирован в психиатрическую больницу. В 1953 году переведён в Ярославскую областную психиатрическую больницу «Афонино», расположенную в одноимённой деревне в Ярославском районе.
После смерти матери Лобанова в 1964 году другие родственники его не посещали, предполагая, что он уже умер.
Находился там до самой смерти в апреле 2003 года. Похоронен на Чурилковском кладбище в Ярославле.

## Творчество

Автопортрет Александра Лобанова

Находясь в «Афонино», Лобанов начал рисовать. Создал тысячи рисунков, однако, не отличающихся разнообразием в содержании и стиле. Как правило, изображал себя, революционных героев и Сталина. Уделял большое внимание деталям. На его рисунках часто встречается оружие, особенно фантастическая «двустволка Мосина» — изменённая винтовка Мосина 1891 года; этот мотив связывают с тем, что в годы войны солдаты, шутя, пообещали подарить ему винтовку. На многих рисунках изображены охота и «несчастный случай»; тема охоты пошла вероятно от знакомства в конце 1950-х годов с заядлым охотником — водителем Геннадием. В 1970-е годы, со слов врачей, художник влюбился, вероятно в повариху — вскоре появился рисунок с её изображением, в руках у неё также была двустволка. Стреляет оружие лишь на одном раннем рисунке: мальчик защищается им от врача, к которому его привела женщина. С годами протест в творчестве автора «уступает место теме „взросления“ и становлению образа „Я-идеала“» (до 1970-х годов он упоминал о себе только в третьем лице). В 1970-х годах Лобанов начал заниматься также автофотопортретами (сохранилось более пятисот), которые оформлял аналогично своим рисункам. По мнению психиатра Владимира Вячеславовича Гаврилова, который в конце 1980-х начал исследовать творчество Лобанова, оно «убедительно демонстрирует не столько „болезненность“, сколько детскость души».
Творчество Лобанова было представлено миру в 1997 году на выставке ярославского арт-проекта «Иные». Вскоре последовали другие выставки его работ, принесшие художнику международную известность. В 1999 году он присутствовал на приуроченной к его 75-летию собственной персональной выставке «Аутсайдер» в Ярославском художественном музее. Работы представлены в художественных музеях Ярославля и Иванова, музеях творчества аутсайдеров и наивного искусства (Москва), Музее de Art Brut (Лозанна), Музеях современного искусства Вильнев д’Аск и Креасьон Франш (Франция), коллекциях «abcd» (Париж) и галерее С. Цандер (Кёльн). В 2001 году французский художник и кинематографист Брюно Дешарм снял короткометражный документальный фильм о Лобанове.